# Rhabdogaster maculipennis
Rhabdogaster maculipennis är en tvåvingeart som beskrevs av Engel 1929. Rhabdogaster maculipennis ingår i släktet Rhabdogaster och familjen rovflugor.
Artens utbredningsområde är Zimbabwe. Inga underarter finns listade i Catalogue of Life.